# Base aérienne de Port Harcourt
La base aérienne de Port Harcourt est située à Port Harcourt, une ville de l'État du Rivers au Nigéria. Il s'agit d'une base appartenant à l'Armée de l'air nigériane. Il a gagné en popularité en tant que destination commerciale en raison de la fermeture de l'aéroport international de Port Harcourt. Après la réouverture de cet aéroport, la plupart des compagnies aériennes ont abandonné la base. Cependant, il a encore quelques destinations puisque l'aéroport est plus proche du centre que l'aéroport principal. 

## Situation
| Uyo Katsina Owerri Asaba Kaduna Maiduguri Port · Harcourt Int. P. Harcourt · Ville Kano Lagos Abuja Sokoto Enugu Akure Bauchi Benin Dutse Ibadan Ilorin Jalingo Makurdi Calabar Warri Jos Yola |

## Compagnies aériennes et destinations
| Compagnies | Destinations           |
| ---------- | ---------------------- |
| Arik Air   | Lagos-Murtala Muhammed |

Édité le 10/01/2020  Actualisé le 9/11/2023